# Metopé

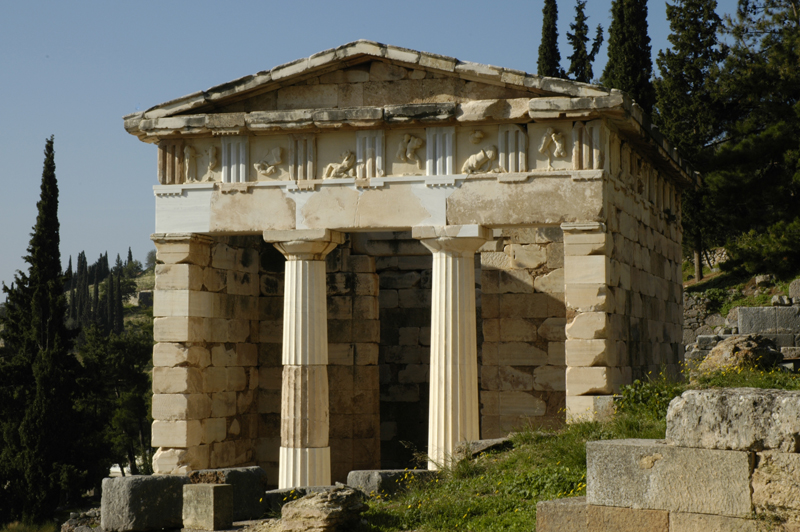
Metopé, Delphi

A metopé (vagy metope) az építészetben egyes épületszerkezeti elemekre több értelemben használt, ógörög eredetű  kifejezés.

## Tágabb értelemben
Az ókori görög szóhasználatban gyűjtőnévként, a különböző építészeti elemek elválasztásmódjának megjelölésére használták. Jelenthette az ajtót vagy az ablakot kettéosztó pillért, a párkányzat ritmikusan ismétlődő tagozatai közötti hézagokat, így a fogsor elemeit osztó mélyedéseket is.

## Szűkebb értelemben
Szűkebb értelemben a görög dór oszloprend párkányzatának frízében a triglifek között fennmaradó, legtöbbször négyzetes mezőt, betétlapot jelenti, amelyet festett agyagtáblákkal, plasztikus rozettákkal, gyakran pedig alakos domborművel díszítettek. A görög dór templomok dór metopé-reliefjei kezdetben különálló jeleneteket ábrázoltak, később a képmezőkben egy összefüggő eseménysorozatot ábrázoltak, három alakos csoportokra tagolva (pl. Héraklész tettei, Olümpia, Zeusz-templom avagy az athéni Parthenón, amelynek négy oldalán a gigantomachia, az amazonharc, Trója ostroma illetve a kentaurharc látható).

## Képgaléria

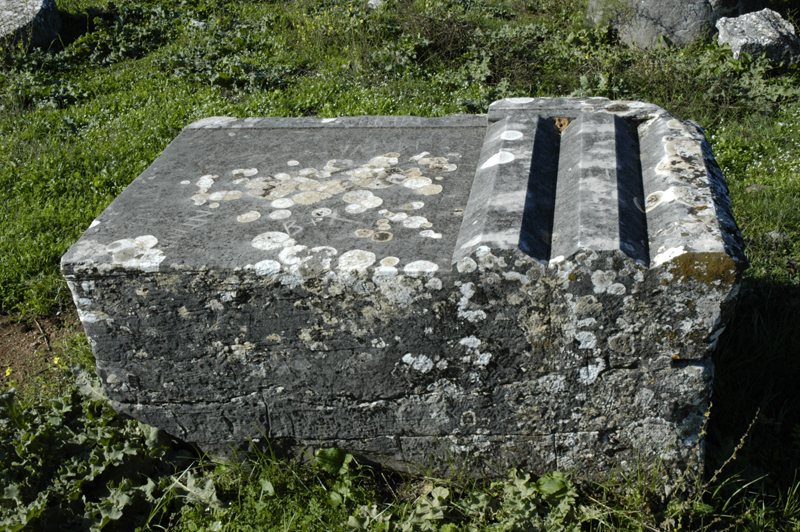
Balra egy metop, jobbra egy triglifosz, egy tömbből faragva, Sztratosz
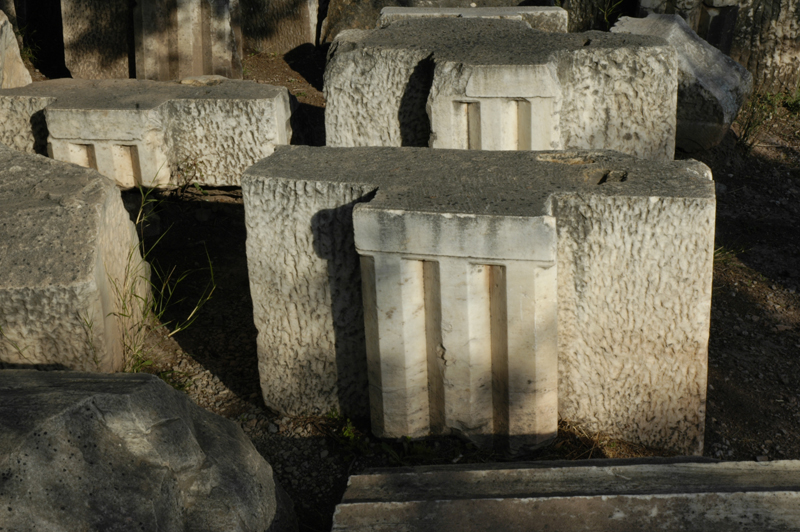
Triglifosz blokkok a delphi Marmariésre
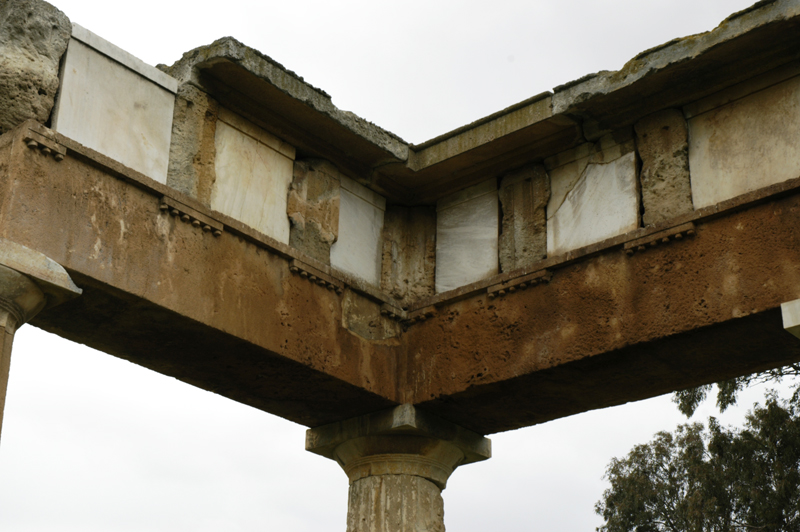
Márványból készült metopék, Brauron
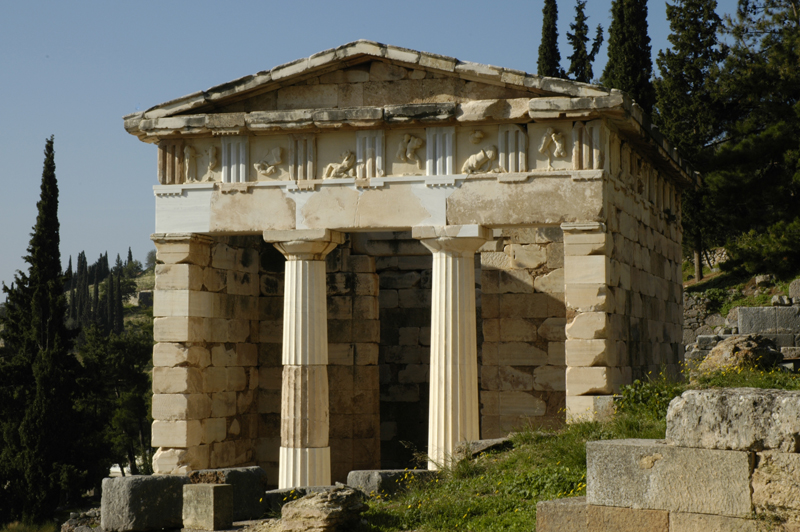
Metopék szobrászati dekorációval, az athéniek delphi kincstárának épületén
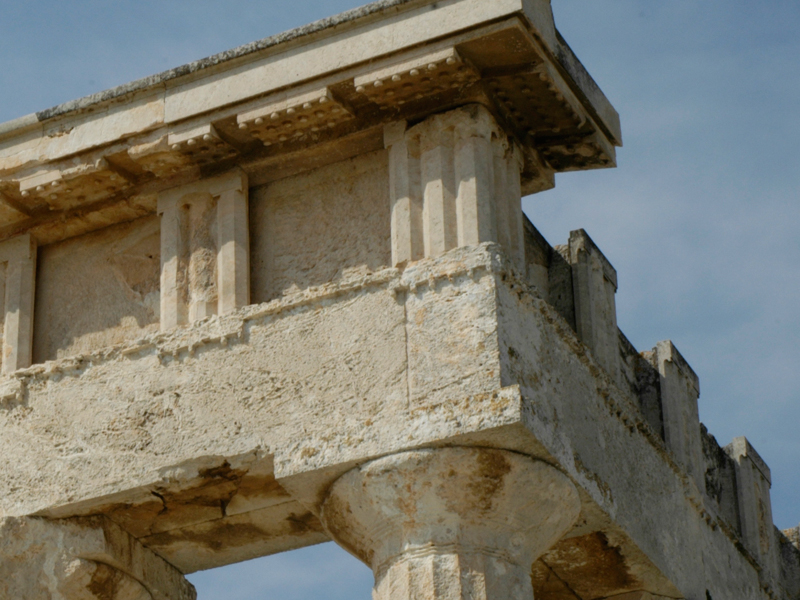
Fríz metopéba való triglifoszokkal, Aphaea
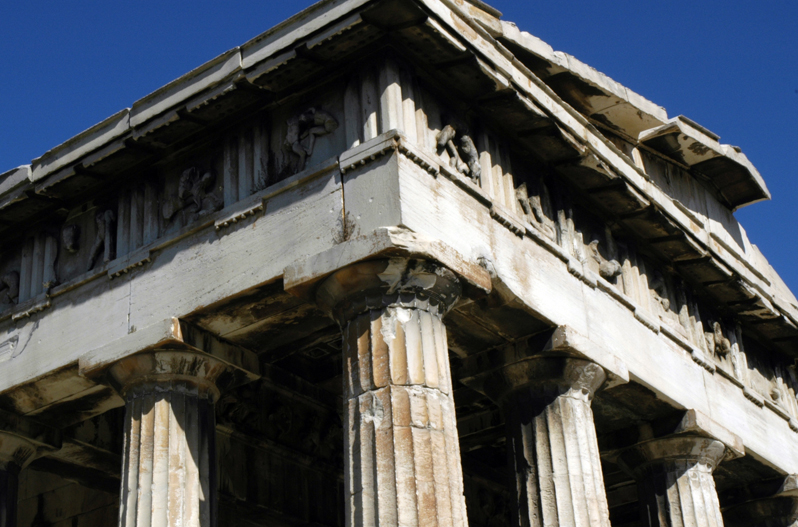
Hephaisteion Athénban, dór frízzel
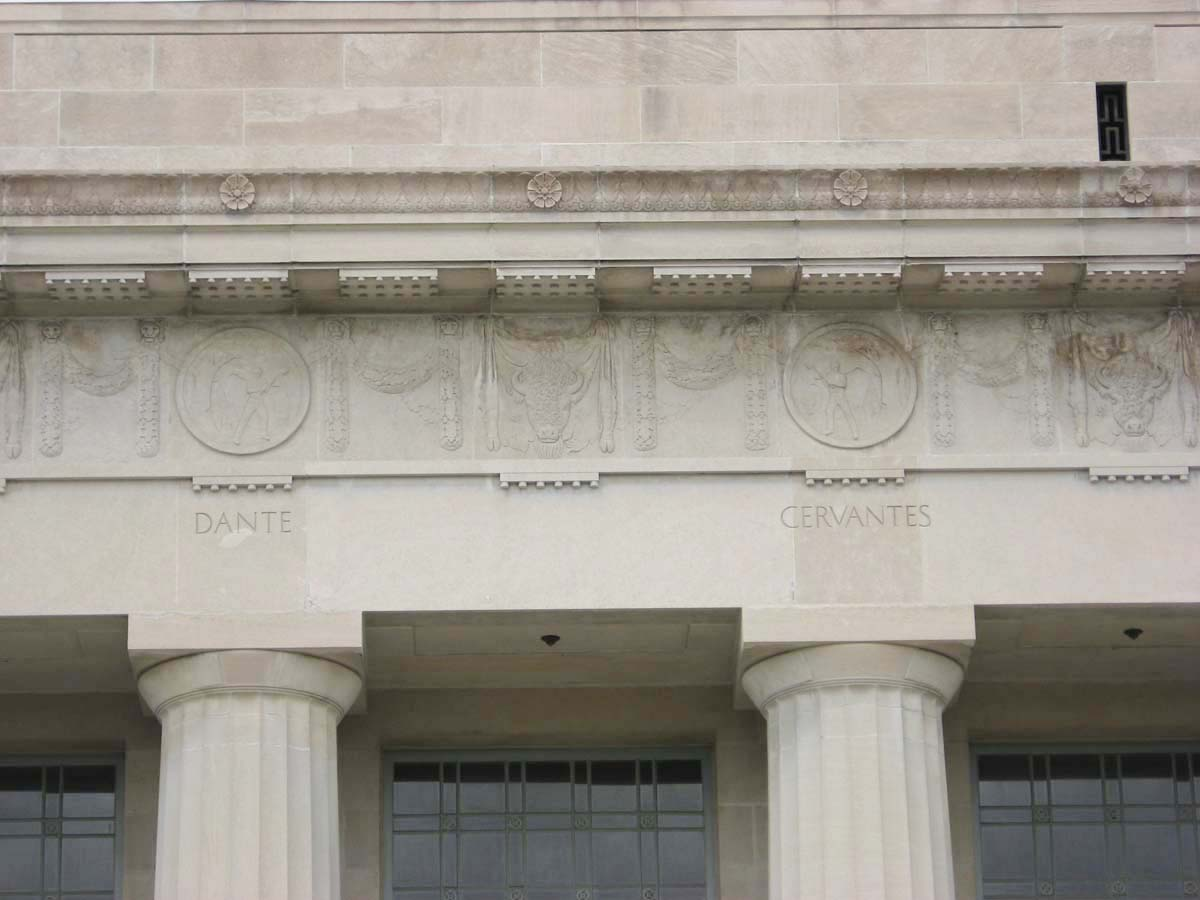
A 20. század elején Indianapolisban készült, amerikanizált metopék, amelyeken bölények koponyáját ábrázolták szarvasmarháké helyett